# Candela P-12 Shuttle
Candela P-12 Shuttle är en typ av batteridriven bärplansbåt med katamaranskrov för passagerartrafik, som utvecklats av Candela Technology i Stockholm.
Candela Technology lanserade 2022 den 8,5 meter långa batteridrivna bärplansbåten Candela C-8 för fritidsbruk. Candela P-12 är en vidareutveckling av samma konstruktionskoncept för passagerartrafik. Den är tolv meter meter lång och har bärplan i form av tre kolfibervingar med datorstyrd aktiv elektronisk stabilisering. Framdrift sker med två roderpropellrar, som är monterade på de två bakre bärplanen. Marschfarten är 25 knop.

## Test för pendelbåtstrafik i Stockholm
Testning av det första fartyget av fartygstypen, E/S Nova, är planerad att genomföras under en niomånadersperiod på Storstockholms Lokaltrafiks pendelsbåtslinje 89 (Ekerölinjen) mellan Tappström på Ekerö och Klara Mälarstrand i Stockholm, med början senhösten 2024. Projektet genomförs av Trafikverket, Candela Technology och Region Stockholm.
Fartyget är mest energieffektivt i hastigheter över 15 knop. Eftersom ett fartyg på bärplan ger mindre svall än vanliga fartyg, har dispens getts från gällande fartbegränsning på 12 knop i det aktuella farvattnet, och fartyget får köra i 18 knop (33 kilometer i timmen). Pendlingsresan beräknas därmed bli 35 minuter, jämfört med 55 minuter för linjens konventionella passagerarfartyg.

## Bildgalleri

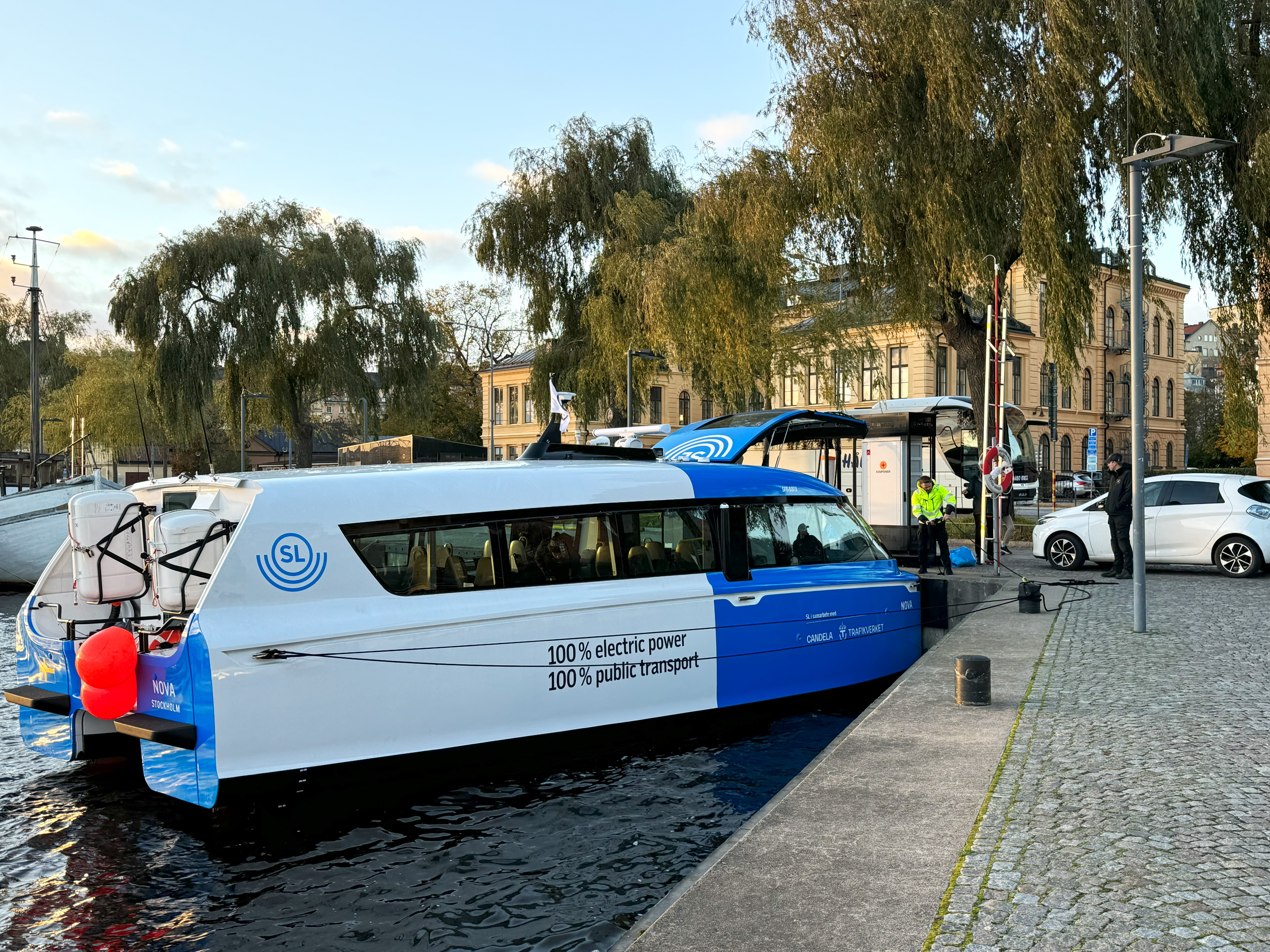
E/S Nova av fartygstypen Candela P-12 Shuttle vid Norr Mälarstrand i Stockholm
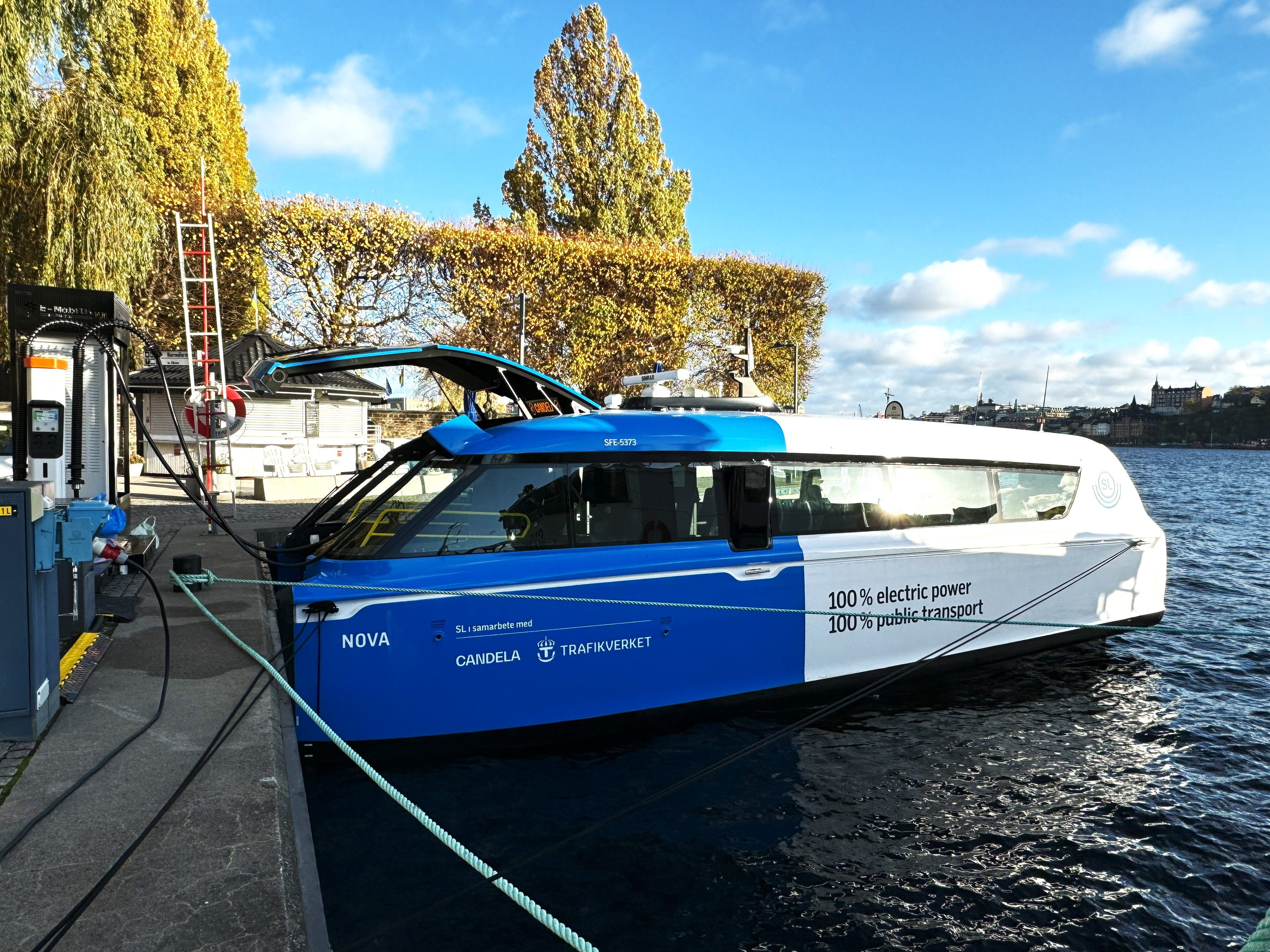
E/S Nova med stadshusparken i bakgrunden
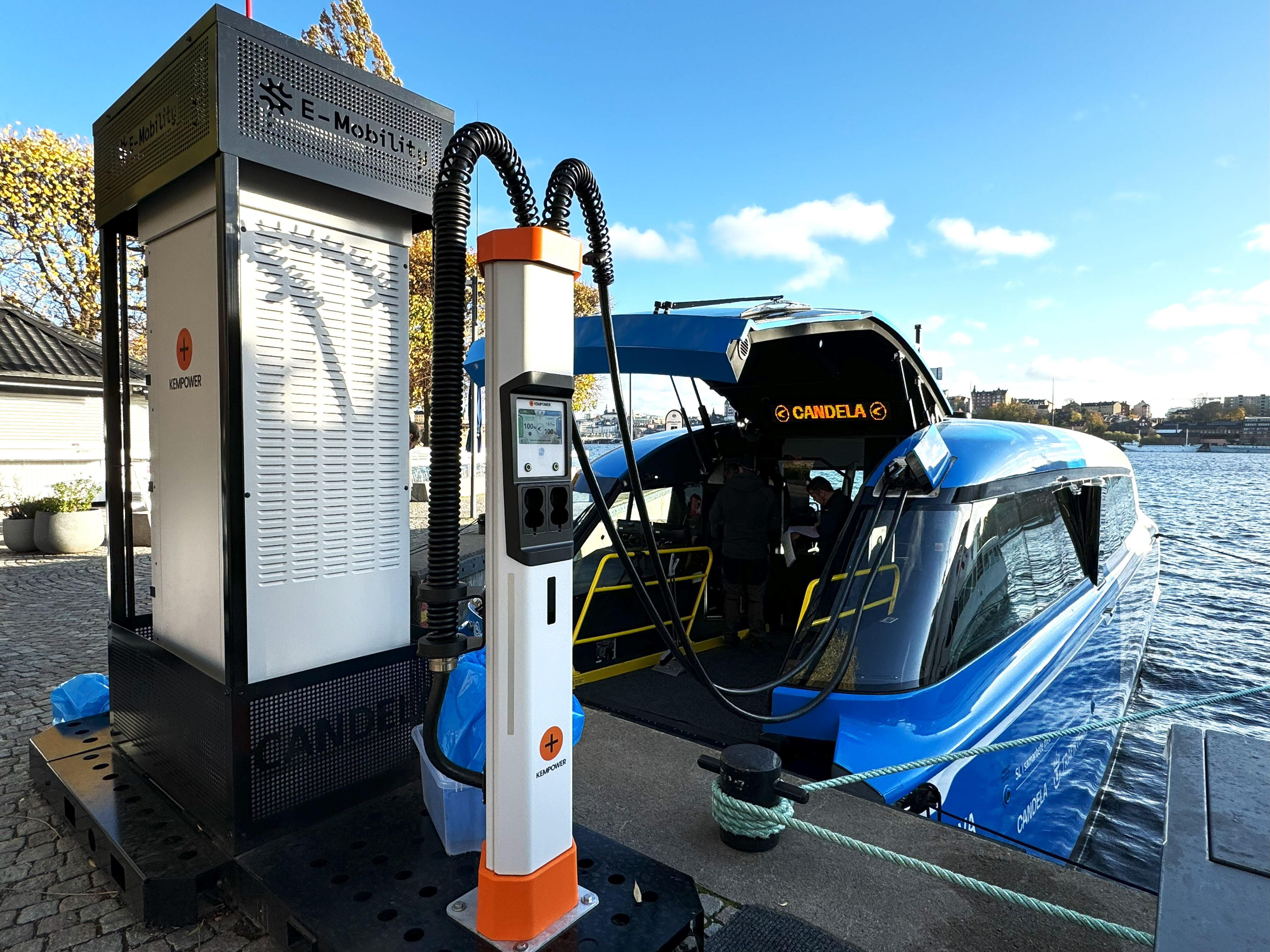
Candelas laddstation vid Norr Mälarstrand
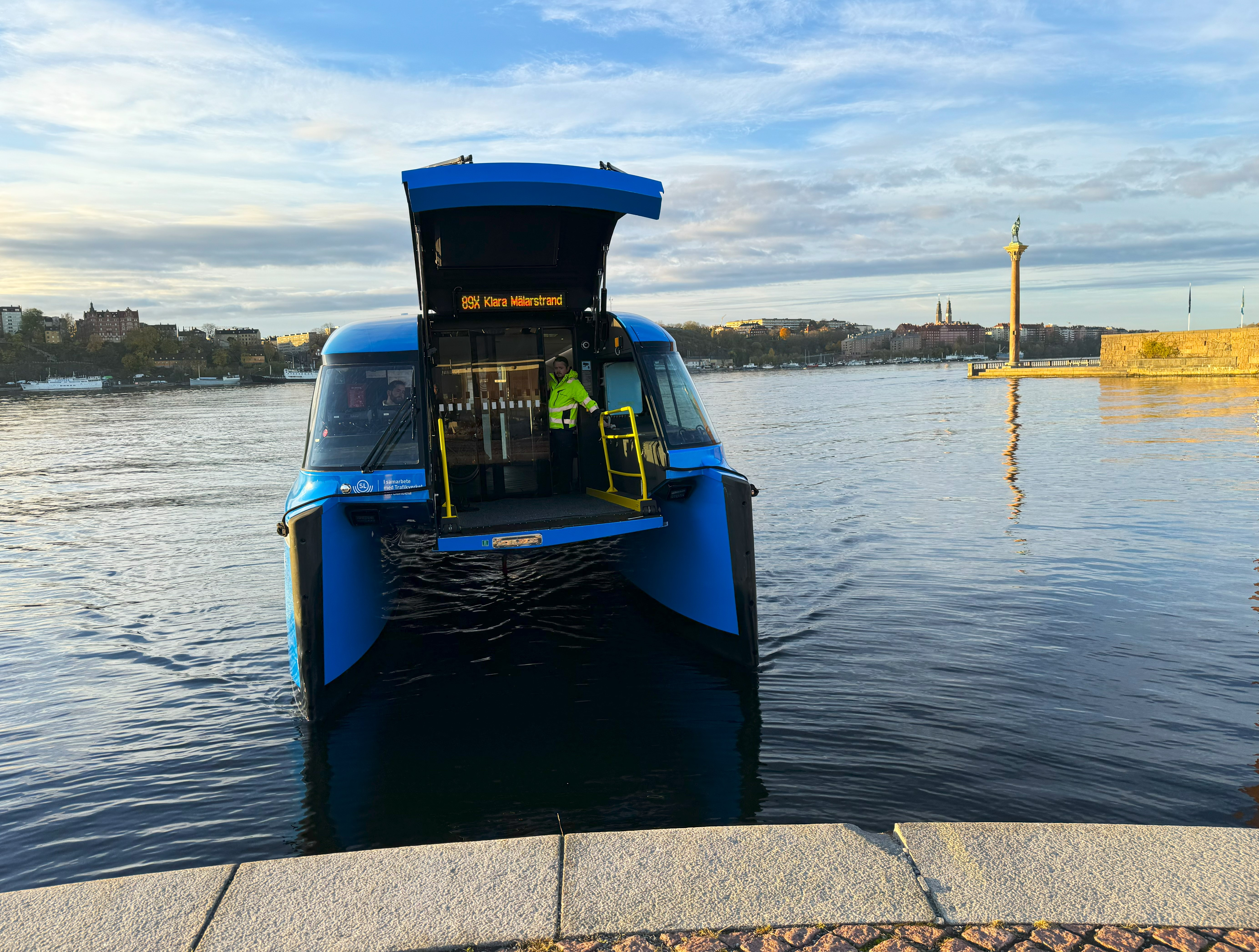
Novas katamaranskrov